# Siphona malaisei
Siphona malaisei là một loài ruồi trong họ Tachinidae.